# Cellach mac Brain
Cellach mac Brain (mort en 834) est un roi de Leinster du sept Uí Muiredaig issu des Uí Dúnlainge une lignée des Laigin. Ce sept avait sa résidence royale à Maistiu (Mullaghmast) dans le sud du comté de Kildare. Il est le fils de  Bran Ardchenn mac Muiredaig (mort en 795), un précédent souverain et le frère de Muiredach mac Brain (mort en 818). Il règne de 829 à 834.

## Règne
Muiredach le frère de Cellach avait régné comme co-régent  de Muiredach mac Ruadrach (mort en 829) du sept Uí Fáeláin de  808 à 818. En 814 Muiredach et Cellach remporte une victoire sur les Uí Cheinnselaigh du sud Leinster. Après la mort de Muiredach, son homonyme Muiredach mac Ruadrach devient seul souverain jusqu'à sa mort en  829 à cette époque Cellach devient roi.
En août, 833 Cellach mène une attaque contre la communauté de Kildare tuant plusieurs de ses membres. Cette hostilité contre Kildare démontre que  Cellach était proche de Feidlimid mac Crimthain (mort en 847) de Munster à la fois pour des raisons politiques et religieuses. En 831, les hommes de Laigin se joignent à  Feidlimid lors de la campagne de pillage à Brega. La même année, 
l'Ard ri Erenn Conchobar mac Donnchada (died 833) du Clan Cholmáin pille la région de la Liffey en représailles; Il meurt en 834 et sa succession est assurée par Bran mac Fáeláin du sept Uí Dunchada.

## Postérité
Le fils de  Cellach  Lorcán mac Cellaig (fl. 848) sera également roi de Leinster. Les rois suivants du sept Uí Muiredaig sont les descendants de son frère Muiredach

## Article lié
- Liste des rois de Leinster

## Sources primaires
- Livre de Leinster, Rig Laigin et Rig Hua Cendselaig sur CELT: Corpus of Electronic Texts at University College Cork
- Annales d'Ulster sur CELT: Corpus of Electronic Texts at University College Cork
- Annales de Tigernach sur CELT: Corpus of Electronic Texts at University College Cork

## Sources secondaires
- (en) T.W Moody, F.X. Martin, F.J. Byrne, A New History of Ireland IX Maps, Genealogies, Lists. A companion to Irish History part II, Oxford, Oxford University Press, 2011, 690 p. (ISBN 978-0-19-959306-4), p. 134 & 200 Kings of Leinster to 1171
- (en) Francis John Byrne, Irish Kings and High-Kings, Dublin, Four Courts Press, 2001, 341 p. (ISBN 978-1-85182-196-9)
- (en) T.M. Charles-Edwards, Early Christian Ireland, Cambridge, Cambridge University Press, 2000, 707 p. (ISBN 0-521-36395-0, lire en ligne)